# KAE Īlysiakos
Il KAE Īlysiakos è una società cestistica avente sede ad Atene, in Grecia. Fondata nel 1968, gioca nel campionato greco.
Disputa le partite interne nell'Ilissia Indoor Hall, che ha una capacità di 1.700 spettatori.

## Palmarès
- A2 Ethniki: 1

1985-1986

## Cestisti
- Kōstas Charisīs 2004-2005